# Meizodon semiornatus
Meizodon semiornatus — вид змій родини полозових (Colubridae). Мешкає в Африці на південь від Сахари.

## Підвиди
Виділяють два підвиди:
- Meizodon semiornatus semiornatus (Peters, 1854) — Судан, Південний Судан, Ефіопія, Сомалі, Уганда, Кенія, Танзанія, Малаві, Мозамбік, Замбія, Зімбабве та північний схід ПАР;
- Meizodon semiornatus tchadensis (Chabanaud, 1917) — регіон озера Чад (південь Чаду, північ Камеруну, можливо, також північний схід Нігерії).

## Поширення і екологія
Meizodon semiornatus живуть в прибережних заростях і тропічних лісах, в напівпустелях, вологих і сухих саванах та на високогірних луках, часто поблизу річок та інших водойм. Зустрічаються на висоті до 2200 м над рівнем моря. Відкладають яйця, у кладці 2—3 яйця.